# DigiCert

Logo

DigiCert Inc. ist ein amerikanischer Anbieter von elektronischen Zertifikaten wie bspw. für TLS und S/MIME, sowie Angebote für Public-Key-Infrastrukturen (PKI) für Organisationen. 
Das Unternehmen wurde 2003 von Ken Bretschneider gegründet und hat seinen Sitz in Lehi in Utah. Zertifikate von DigiCert für Secure-Sockets-Layer (SSL) werden von etwa 8,0 % aller Webseiten benutzt, darunter Facebook, Twitter und Amazon sowie Wikipedia.
Am 2. August 2017 gab DigiCert die Übernahme des Geschäftsbereichs für Website Security und PKI-Angebote des bisherigen Mitbewerbers Symantec bekannt. Dabei handelt es sich im Wesentlichen um die 2010 durch Symantec vom US-Unternehmen Verisign erworbene Sparte für digitale Zertifikate, die die Marke GeoTrust einschließt. DigiCert bezahlt der Übernahmevereinbarung zufolge 950 Millionen Dollar im Voraus. Außerdem erhält Symantec nach Abschluss der Transaktion einen Anteil von rund 30 Prozent an DigiCert.
2019 wurde QuoVadis eine hundertprozentige Tochtergesellschaft von DigiCert. Mit der Übernahme sichert sich DigiCert einen europäischen Anbieter, der 1999 in der Schweiz gegründet wurde.